# Тихонов, Анатолий Максимович
Анатолий Максимович Тихонов (род. 1 июня 1939) — советский футболист, нападающий.
Всю карьеру в командах мастеров провёл в челябинском «Локомотиве» во второй (1959—1960, 1962—1969) и третьей (1970—1974) по силе лигах первенства СССР. Провёл около четырёхсот матчей, забил 75 голов.